# Peponium
Peponium es un género con 35 especies de plantas con flores perteneciente a la familia Cucurbitaceae. 

## Especies seleccionadas
| - Peponium adpressipilosum - Peponium betsiliense - Peponium boivinii | - Peponium bojerii - Peponium bracteatum - Peponium caledonicum |

## Sinonimia
- Peponia, Peponiella